# Leandro Iglesias
Leandro Iglesias (Temperley, Provincia de Buenos Aires; 21 de junio de 1981), es un expiloto argentino de automovilismo. Compitió, entre otras categorías, en Fórmula Renault Argentina y TC 2000.

## Resultados

### Turismo Competición 2000
| Año  | Equipo        | Auto                 | 1    | 2   | 3     | 4   | 5   | 6   | 7   | 8   | 9      | 10  | 11 | 12    | 13  | 14  | Res. | Puntos |
| ---- | ------------- | -------------------- | ---- | --- | ----- | --- | --- | --- | --- | --- | ------ | --- | -- | ----- | --- | --- | ---- | ------ |
| 2002 |               |                      | GR   | RC  | SJU I | BB  | RES | OBE | AG  | SAL | SJU II | PAR | BA | SRA   | PIG | MDP | 23°  | 8      |
| 2002 | GF Motorsport | Mitsubishi Lancer VI | Ret  | 14  | 5     |     |     |     |     |     |        |     |    |       |     |     | 23°  | 8      |
| 2006 |               |                      | BA I | OLA | CR    | VIE | SFE | SJU | SRA | RES | CUR    | SMM | GR | BA II | OBE | PAR | -    | -      |
| 2006 | DTA           | Chevrolet Astra II   |      |     |       |     |     |     |     |     |        |     |    | Ret   |     |     | -    | -      |